# Orientação nos Jogos Mundiais de 2009
As competições de orientação nos Jogos Mundiais de 2009 ocorreram entre 16 e 19 de julho no Museu de Belas Artes de Kaohsiung e no Lago Chengcing. Cinco eventos foram disputados.

## Quadro de medalhas
| Ordem | País      | Medalha de ouro | Medalha de prata | Medalha de bronze |    |
| ----- | --------- | --------------- | ---------------- | ----------------- | -- |
| 1     | Rússia    | 2               | 1                | 1                 | 3  |
| 2     | Finlândia | 1               | 2                | 1                 | 3  |
| 3     | Suíça     | 1               | 1                |                   | 2  |
| 3     | Austrália | 1               | 1                |                   | 2  |
| 5     | Noruega   |                 |                  | 2                 | 2  |
| 6     | Suécia    |                 |                  | 1                 | 1  |
| TOTAL | TOTAL     | 5               | 5                | 5                 | 15 |

## Medalhistas
| Evento                               | Ouro                                                                        | Prata                                                                      | Bronze                                                                   |
| Velocidade masculino (detalhes)      | RUS Andrey Khramov                                                          | SUI Daniel Hubmann                                                         | FIN Tero Fohr                                                            |
| Velocidade feminino (detalhes)       | FIN Minna Kauppi                                                            | AUS Johanna Allston                                                        | NOR Elise Egseth                                                         |
| Média distância feminino (detalhes)  | AUS Johanna Allston                                                         | FIN Minna Kauppi                                                           | SWE Linnea Gustafsson                                                    |
| Média distância masculino (detalhes) | SUI Daniel Hubmann                                                          | RUS Dmitry Tsvetkov                                                        | RUS Andrey Khramov                                                       |
| Revezamento misto (detalhes)         | RUS Rússia Dmitry Tsvetkov Yulia Novikova Andrey Khramov Galina Vinogradova | FIN Finlândia Pasi Ikonen Bodil Christina Holmstrom Tero Fohr Minna Kauppi | NOR Noruega Lars Skjeset Mari Fasting Oystein Kvaal Osterbo Elise Egseth |